# ゴールドウォーター＝ニコルズ法
ゴールドウォーター＝ニコルズ法（ゴールドウォーター＝ニコルズほう）、正式名称 ゴールドウォーター＝ニコルズ国防総省再編法（ゴールドウォーター＝ニコルズこくぼうそうしょうさいへんほう、英語: Goldwater-Nichols Department of Defense Reorganization Act of 1986 (PL 99-433)）は、アメリカ軍の指揮系統を再編する法律。この法によって国防総省にもたらされた改革は、国家安全保障法（en:National Security Act of 1947、1947年）によって同省が設立されて以来の大幅なものであった。
法の名は、提案者のバリー・ゴールドウォーター上院議員とビル・ニコルズ下院議員（en:William Flynt Nichols）にもとづく。法案は、下院を賛成383票対反対27票、上院を賛成95票対反対0票で可決され、ロナルド・レーガン大統領は1986年10月1日に署名した。
この法による改革で、アメリカ軍の指揮系統は、大統領から国防長官を経て各統合軍司令官へ至るようになり、統合参謀本部は政権の助言者の地位にとどめられる事になった。

## 歴史
ゴールドウォーター＝ニコルズ法は、アメリカ軍における軍種間の対抗関係（軍種対立）から生じる問題を解決する企てであった。この問題はベトナム戦争中から現れ、イラン大使館人質救出作戦（イーグルクロー作戦、1980年）の致命的な失敗をもたらし、1983年のグレナダ侵攻においても問題が生じていた。
こうした問題は第2次大戦中においても存在していた。第2次大戦中のアメリカ軍には、大統領から、海軍省を経て海軍へ、陸軍省を経て陸軍へと至る、複数の独立した指揮系統が並立していた。1947年の国家安全保障法により、各軍は、新設の空軍とともに文民の長官を頂く単一の省（国防総省）のもとに統合された。
しかしながら、アメリカ軍の指揮系統は依然として、それぞれの軍種のトップに対し個別に責任を負うものであった。すなわち、陸軍は陸軍参謀総長に、海軍は海軍作戦部長に、空軍は空軍参謀総長にそれぞれに責任を負っていたのである。これら参謀長たちは順繰りに統合参謀本部議長に就任し、文民政権との連絡役をつとめた。統合参謀本部議長は軍の文民トップである国防長官に責任を負った。そして両者は、アメリカ軍の最高司令官の地位の保持者である大統領に対して責任を負った。
このシステムは、軍種間の非生産的な対抗関係をもたらした。平時の活動（調達やドクトリンの編纂）は、それぞれの軍種ごとに独立に行われていた。そして全く深刻なことに、戦時の活動も、各軍種ごとに別々に計画・実行・事後評価されていたのである。こうした慣行は不効率であり、現代戦のドクトリンの発展を妨げた。
1970年代後半から1980年代はじめにかけてのエアランド・バトル（空地一体戦闘）ドクトリンは、異なる軍種の部隊間の共同行動を図る上で困難があることを明らかにした。エアランド・バトルによって目指されたのは、異軍種の部隊のすべての能力を一つに統合するというドクトリンである。このシステムが構想したのは、陸・海・空さらに宇宙における諸活動が協調して、敵を攻撃し深甚な打撃を与えることであった。しかし、当時のアメリカ軍の構造はこの理念の実現をまったく阻害するものであった。
1983年のアージェント・フュリー作戦（グレナダ侵攻）においては、さらに、指揮系統に問題があることも明らかになった。アメリカ軍は容易に勝利をおさめたものの、アメリカ軍の首脳部は次の問題に重大な懸念を示した —— すなわち、異なる軍種に属する部隊間の共同行動や部隊間の通信の不全、そしてさらに強力な敵と対峙した際にそうした協調の欠如がもたらす結果である。

## 改革
この法の下で、アメリカ軍は、各軍の参謀長にかかわらず、統合参謀本部議長のもとに集約された。また、議長は大統領・国防長官・国家安全保障会議(NSC)に対する、軍事問題に関する主要な助言者（the principal military advisor）と位置づけられた。従来は大統領・国防長官・NSCに助言する際に議長は統合参謀本部内で意見を一致させる必要があったのに対し、この法により「主要な助言者」である議長は統合参謀本部内で意見を一致させる必要はなく自分自身の考えで助言することができるようになり、統合参謀本部内における議長の権限は強化された。ただし同時に、統合参謀本部メンバーである各軍参謀総長にも自身の考えを大統領・国防長官・NSCに助言する権限が与えられた。議長の独裁を防ぐためである。この法はまた、統合参謀本部副議長を新設し、指揮系統の簡素化を行った。これらにより、全般的な戦略立案に関する議長の権能が高められた一方で、統合軍および特定軍の司令官たちの作戦指揮の権能はより大きなものが与えられるようになった。議長は「各軍の参謀長ないしあらゆる軍部隊に対して作戦指揮を行うことは出来ない（may not exercise military command over the Joint Chiefs of Staff or any of the armed forces）」（152条c項）ことになったのである。

統合軍の責任範囲

この法はまた、軍種間の相互作用の仕方をも変えた。部隊は、それぞれの軍種のトップよりもむしろ、一定の機能に責任を負う機能別統合軍（輸送（1987年-）、宇宙（-2002年）、特殊作戦（1987年-）、戦略（1992年-）、統合戦力（-2011年））ないし地球上の地理的な範囲に責任を負う地域別統合軍（インド太平洋、北方（2002年-）、大西洋（-1999年）、欧州、中央、南方、アフリカ（2008年-））の司令官に対し責任を負うようになった。なお、これらと同格で一軍種からなる特定軍(Specified Combatant Command)も同様の指揮系統とされている。
こうして、統合軍ないし特定軍の司令官は、利用可能なすべての手段を用いてエアランド・バトル（またはその後継物）の実施が可能な軍を配置することに責任を負うことになった。この改革によって、共同行動、統合された作戦立案、共同調達さらに各軍種の司令官同士での対抗関係の減縮ないし除去が得られた。さらに、軍事ドクトリンにもとづく指揮と行動の統一性をももたらされた。それぞれの軍は、戦争において戦闘を行う実体から、即応体制の維持に責任を負う管理および訓練のための組織に変化した。

共同調達は、ステルス性技術や精密誘導兵器（en:smart weapon）といった技術的進歩を各軍がすばやく共有し、そのほかのさまざまな利得をもたらした。たとえば異なる軍種の部隊間の通信の互換性がそうだが、これはかつては見られなかったものである。また、新しい技術の実装により、ドクトリンの発達が促された。
ゴールドウォーター＝ニコルズ法の最初の試金石となったのは、湾岸戦争（1991年）であった。まさに計画されたとおりに、中央軍司令官ノーマン・シュワルツコフ将軍は、個々の軍種との協議に煩わされることなく、指揮下の部隊に対する完全な指揮を行うことが出来たのである。

## CINC問題（2002年）
2002年8月29日、ドナルド・ラムズフェルド国防長官は、特定軍および統合軍の司令官を、総司令官（CINC, Commander-in-Chief）ではなく戦闘司令官（combatant commanders）と呼称することを命じた。ラムズフェルドによれば、総司令官という呼称は、アメリカ合衆国憲法に照らして不適切である。というのも、アメリカ軍の唯一の最高司令官（Commander-in-Chief）であるのは、ただひとり大統領だけだからである。この変更は、文民政府への軍の従属を明確にすることを目指したものである。